# Gołębiówka (Orzechówka)
Gołębiówka – część wsi Orzechówka w Polsce, położona w  województwie świętokrzyskim, w powiecie kieleckim, w gminie Bodzentyn.
W latach 1975–1998 Gołębiówka administracyjnie należała do województwa kieleckiego.